# Haworthia diaphana
Haworthia diaphana és una espècie del gènere Haworthia de la subfamília de les asfodelòidies.

## Descripció
Haworthia diaphana és una suculenta que pot assolir fins als 12 cm de diàmetre. Té les fulles bastant gruixudes quan és petita, però quan es converteix en una planta gran, les fulles són primes, la transparència de la finestra foliar a la punta és alta amb petites dents i les franges lineals paral·leles continuen clarament fins a la punta (part superior de la fulla). Les seves fulles són de color verd clar i es tornen marronoses quan estan exposades a la llum solar directa; a conseqüència de l'estrès per temperatura. La textura de les fulles és sedosa i lleugerament blanquinosa.

## Distribució i hàbitat
Haworthia diaphana es troba a la província de sud-africana del Cap Oriental, concretament a la Vall Gamtoos.

## Taxonomia
Haworthia diaphana va ser descrita per M.Hayashi i publicat a Haworthia Study 15: 116, a l'any 2006.
Etimologia
Haworthia: nom en honor del botànic britànic Adrian Hardy Haworth (1767-1833).
diaphana: epítet llatí que vol dir "translúcid".